# Broken Bones (Band)
Broken Bones ist eine englische Crossover-Band aus Stoke-on-Trent, die im Jahr 1983 gegründet wurde, sich 1987 auflöste, 1988 wieder zusammenfand, sich 1996 erneut auflöste und seit dem Jahr 2000 wieder aktiv ist.

## Geschichte
Die Band wurde im Jahr 1983 gegründet, nachdem Gitarrist Anthony „Bones“ Roberts die Band Discharge verlassen hatte. Mit ihm waren Bassist Terence „Tezz“ Roberts, welcher Anthonys Bruder und ebenfalls bei Discharge aktiv war, Sänger Nick „Nobby“ Nobson und Schlagzeuger Darren „Baz“ Burges in der Band. Die Band hielt die ersten Konzerte ab, darunter auch ein Auftritt im Londoner 100 Club. Kurz nach diesem Auftritt erreichte die Band einen Vertrag bei Fallout Records, worüber im Februar 1984 die Single Decapitated erschien. Der Tonträger wurde in den Alaska Studios unter der Leitung des UK-Subs-Gitarristen Captain Scarlet aufgenommen. Das Cover wurde von Stuart Duthie gestaltet, welcher in der Rhythm-and-Blues-Phase in den Anfangstagen der Band die Mundharmonika gespielt hatte. Im Frühling desselben Jahres erschien bereits die nächste Single Crucifix, wobei hierfür Lieder, die bei den Aufnahmen zu Decapitated entstanden waren, verwendet wurden. Vor der Veröffentlichung der Single verließ Bassist Roberts die Band, um UK Subs beizutreten, und wurde durch Paul „Oddy“ Hoddy ersetzt. Im April 1984 begab sich die Band nach Rochdale mit dem Produzenten Mike Stone in die Cargo Studios, um das Debütalbum Dem Bones aufzunehmen. Zudem wurde das deutsche Label Aggressive Rockproduktionen auf die Band aufmerksam und veröffentlichte die EP I..O..U....Nothing, auf der die ersten beiden Singles sowie ein Lied des Albums enthalten waren. Nach der Veröffentlichung des Albums hielt die Band diverse Auftritte in Großbritannien ab. Im Januar 1985 ging sie zudem auf eine Tour durch die USA, wobei diese Tournee 15 Auftritte umfasste. Die Tour startete am Neujahrsabend in New York City zusammen mit Circle Jerks und Murphy’s Law. Danach begab sich die Band nach Washington, Phoenix, San Diego, Long Beach, San Francisco und Berkeley. Zudem spielte die Band im Grand Olympic Auditorium in Los Angeles vor etwa 5.000 Leuten zusammen mit der Band Kraut. Danach begaben sich die Musiker zurück nach New York, um ein Konzert im CBGB zu spielen. Hierbei trafen sie auf James Hetfield von Metallica und Scott Ian von Anthrax, welche laut Hoddy Fans der Band gewesen seien, wobei die Mitglieder von Broken Bones die beiden nicht einmal erkannt hatten. Da Hoddys Bass während des Konzertes versagte, lieh Billy Milano (S.O.D.) ihm sein Instrument.
Nach der Rückkehr in England verließ Sänger Nobson die Band, da er nicht mit der Band zurückkehrte, sondern in den USA blieb und dort eine amerikanische Frau heiratete. Ein geplanter Auftritt im 100 Club musste daraufhin abgesagt werden. Bassist Hoddy übernahm daraufhin nun zusätzlich auch den Gesang, ehe im Jahr 1985 die EP Seeing Through My Eyes erschien. Der Tonträger wurde von Colin Jerwood produziert, Sänger der Band Conflict. Hoddy sollte dieser Band später als Bassist beitreten. Jerwood sorgte auf dem Tonträger zusammen mit Anthony Roberts für die Backing Vocals. Hoddy verließ kurz danach die Band. Sänger Nobson und Bassist Terence Roberts kehrten daraufhin zur Band zurück. Die Gruppe begab sich daraufhin nach Birmingham in die FSR Studios, um das Album Bonecrusher aufzunehmen, das in den USA über Combat Core Records erschien. Danach verließ Bassist Hoddy die Band wieder, da Terence Roberts zwar nach seiner Rückkehr die E-Gitarre spielte, jedoch eigentlich den Bass spielen wollte, sodass Hoddy ihm weichen musste. Die Band befand sich somit wieder in ihrer Urbesetzung. Im Jahr 1985 erschien das Bootleg Live at the 100 Club. Nachdem Anfang 1986 die Single Never Say Die über Fallout Records veröffentlicht worden war, begab sich die Band im Juni nach Stockport in die Strawberry Studios für die Aufnahme des Albums F.O.A.D., das 1987 über Fallout Records erschien. Auf dem Album war Karl Morris (The Exploited) als Gitarrist zu hören. Das Album bestand aus sieben Studioliedern, die in Stockport aufgenommen worden waren sowie Live-Liedern, die im August 1986 im Fulham Greyhound Studio unter der Leitung von Richard Scott entstanden waren. Im Juli 1987 schloss sich die EP Trade in Death an, die von Rab Fae Beith produziert wurde und über RFB Recordings erschien. Die Band löste sich kurz darauf auf.
Im Folgejahr gründete Anthony Bones die Band neu: Neben ihm an der E-Gitarre bestand die Band aus dem Sänger Craig „Quiv“ Allen, dem Bassisten Darren „Daz“ Harris und dem Schlagzeuger Cliff Moran. 1988 folgte eine Tour durch die USA zusammen mit UK Subs, wobei die Band unter anderem in Los Angeles vor etwa 20.000 Leuten spielte, ehe im Jahr 1989 das nächste Album Losing Control über Heavy Metal Records erschien. Das Album wurde in den Madhat Studios in Wolverhampton unter der Leitung von Rab Fae Beith aufgenommen. Im Jahr 1990 folgte die EP Religion Is Responsible ebenfalls über Heavy Metal Records, ehe die Band zu Rough Justice Records, einem Sublabel von Music for Nations wechselte, und hierüber 1991 das Album Stitched Up und 1992 die Kompilation Brain Dead veröffentlichte, ehe sich die Band noch im Jahr 1996 wieder auflöste.
Hoddy, Schlagzeuger Dave Bridgwood, Allen sowie ein weiterer Gitarrist gründeten daraufhin die Band Choke Hold. Nachdem letzterer die Band verlassen hatte und Anthony Roberts als Ersatz hinzu gekommen war, erhielt die Band ein Angebot von Rhythm Vicar Records, einem Sublabel von Plastic Head Distribution. Das Label würde die Band jedoch nur unter Vertrag nehmen, wenn diese sich in Broken Bones umbenennen würde. Da ein Großteil der Broken-Bones-Mitglieder bereits in der Band aktiv war, stimmte die Band der Umbenennung zu, sodass die Band seit dem Jahr 2000 wieder aktiv war. Es folgten Auftritte in ganz Europa sowie im Jahr 2001 das Album Without Conscience. Im Folgejahr schloss sich die Split-Veröffentlichung Fuck the World über das Berliner Label Superhero Records an. Auf dem Tonträger waren Past Glories, One Million Thoughts und Cutdown als weitere Bands zu hören. Im Anschluss unterzeichnete die Band einen Vertrag bei dem Kalifornier Label Dr. Strange Records. Im Jahr 2005 erschien über Dr. Justice Records das Album Time for Anger, Not Justice, dem 2010 Fuck You and All You Stand For! über Rodent Popsicle Records folgte.

## Stil
In den ersten Monaten spielte die Band noch Rhythm and Blues, wobei diese Idee schon bald wieder verworfen werden sollte. Markus Hanneken vom Metal Hammer schrieb in der 1993er September-Ausgabe, dass die Band zwar richtungsweisend war, es jedoch auf F.O.A.D. an Originalität fehle und bezeichnete die Musik als „Skate'n'Hardcore“. In der Juli-Ausgabe des Jahres 1987 schrieb Oliver Klemm, dass Dem Bones ein Klassiker des Crossover-Genres gewesen sei, während F.O.A.D. „wenig abwechslungsreichen, aber dennoch guten und rauhproduzierten Hardcore“ aufweise. Holger Stratmann schrieb im selben Jahr in der Juli-Ausgabe des Crash über F.O.A.D.: „Anhand der Gitarrensoli läßt sich auch hier eine Verbindung zum Heavy Metal nicht verleugnen. Überwiegend ist auf dieser Scheibe jedoch purer Punk, dafür jedoch in recht hoher Qualität, angesagt“, und schrieb weiter, „Thrasher, die ihre Gehörgänge mit den diversen Crossoverbands traktieren, sollten sich vielleicht auch an dieser Platte versuchen“.

## Diskografie
- Decapitated (Single, 1984, Fallout Records)
- Crucifix (Single, 1984, Fallout Records)
- Dem Bones (Album, 1984, Fallout Records)
- I..O..U....Nothing (EP, 1984, Aggressive Rockproduktionen)
- Live at Leeds - 21st April 84 (VHS, 1984, Jettisoundz Video)
- Seeing Through My Eyes (EP, 1985, Fallout Records)
- Bonecrusher (Album, 1985, Combat Core Records)
- Never Say Die (Single, 1986, Fallout Records)
- F.O.A.D. (Album, 1987, Fallout Records)
- Trade in Death (EP, 1987, RFB Recordings)
- Decapitated (Kompilation, 1987, Fallout Records)
- Losing Control (Album, 1989, Heavy Metal Records)
- Religion Is Responsible (EP, 1990, Heavy Metal Records)
- Dem Bones / Decapitated (Kompilation, 1990, Fallout Records)
- Stitched Up (Album, 1991, Rough Justice Records)
- Brain Dead (Kompilation, 1992, Rough Justice Records)
- Death Is Imminent (Kompilation, 1993, Cleopatra Records)
- Complete Singles (Kompilation, 1996, Cleopatra Records)
- Without Conscience (Album, 2001, Rhythm Vicar Records)
- Fuck the World (Split mit Past Glories, One Million Thoughts und Cutdown, 2002, Superhero Records)
- Bonecrusher (Kompilation, 2002, Relapse Records)
- No-One Survives (Single, 2004, Dr. Strange Records)
- Time for Anger, Not Justice (Album, 2005, Dr. Strange Records)
- Bones Club: The Very Best Of (Kompilation, 2005, Anarchy Music)
- A Single Decade (Kompilation, 2009, Black Konflik Records)
- Death Walks the Streets EP (EP, 2009, Dr. Strange Records)
- Fuck You and All You Stand For! (Album, 2010, Rodent Popsicle Records)